# أحمد مزوار
أحمد مزوار بن علي حيدرة بن محمد بن إدريس الأزهر، لم يتول الملك بعد أبيه علي، وعاش بفاس عيشة كفاف وعفاف إلا أنه لم يسلم من موسى بن أبي العافية المستولي على فاس، فخرج أحمد مع أهله إلى قلعة حجر النسر من بلاد سماتة بالريف قرب جبل العلم. وهي قلعة حصينة شاهقة شيدها ابن عمه الأمير محمد بن إبراهيم بن محمد بن أبي القاسم بن إدريس الأزهر. ولما تلاحق الأدارسة بهذه القلعة زحف إليهم موسى بن أبي العافية سنة 317 هـ / 929-930م وحاصرهم بها مدة يريد استئصال شأفتهم لولا أن عذله رؤساء المغرب فرجع عنهم. وهناك مات أحمد مزوار عام 350 هـ / 961-962م ودفن بقلعة حجر النسر.

## نسبه
هو أحمد (لقب مزوار) بن علي حيدره بن محمد بن إدريس الثاني بن إدريس الأول بن عبد الله الكامل بن الحسن المثنى بن الحسن السبط بن علي بن أبي طالب وفاطمة الزهراء ا بنت رسول الله محمد بن عبد الله. تجرد للعبادة بعد نهاية الفواجع والحوادث المؤلمة التي ألمت ببني إدريس والتي كانوا هدفا لها عبر عصورهم وأيامهم في حياتهم في الشرق والغرب ، في ملجإه الأخير بقعلة حجر النسر إلى أن توفي بها ودفن هنالك بالقرب منها، فهو معدود من البارزين في عقد العارفين بالله في السلسلة العلمية إلى أن انتهت إلى حفيده الشيخ الجامع، القطب اللامع مولاي عبد السلام بن مشيش خاتم تلك الأحداث والفواجع في أعقابهم المخلفة من قبيلتي بني عروس وسماتة.

## هجرة الأسرة من فاس إلى قلعة حجر النسر
ويعد هذا الحدث في تاريخ الأسرة منعطفا تاريخيا ينبغي تسجيله كحلقة من الهجرات المفروضة والمتلاحقة على آل البيت. فمن محنة إلى محنة ومن هجرة إلى أخرى، وكانت الهجرة قبلها تلك التي قادت جدنا مؤسس دولة الأدارسة المولى إدريس الأول بن عبد الله الكامل من أرض الحجاز إلى المغرب. فأقام بوليلي قبل أن يؤسس مدينة فاس وينتقل إليها بمحض إرادته. وبقيت الأسرة بفاس إلى أن أصيبت دولة الأدارسة بمحنتها على يد موسى بن أبي العافية، وها هي يفرض عليها التشتت والهجرة التي قادت بعض أفراد الأسرة الإدريسية إلى معقلها الأخير بقلعة حجر النسر المنيعة وكان ضمن من لجأ إليها مزوار بن علي حيدرة حفيد إدريس الأزهر من والده الإمام محمد بن إدريس الثاني.

## قلعة حجر النسر
قلعة حجر النسر تلك هي قلعة حصينة شاهقة شيدها ابن عم أحمد مزوار، الأمير محمد بن إبراهيم بن محمد بن أبي القاسم بن إدريس الأزهر. ولما تلاحق الأدارسة بهذه القلعة زحف إليهم موسى بن أبي العافية سنة 317 / 29. 930 وحاصرهم بها مدة يريد استئصال شأفتهم لولا أن عذله رؤساء المغرب فرجع عنهم .
وهناك مات أحمد مزوار عام 350 هـ/ 961-962م ودفن بقلعة حجر النسر.

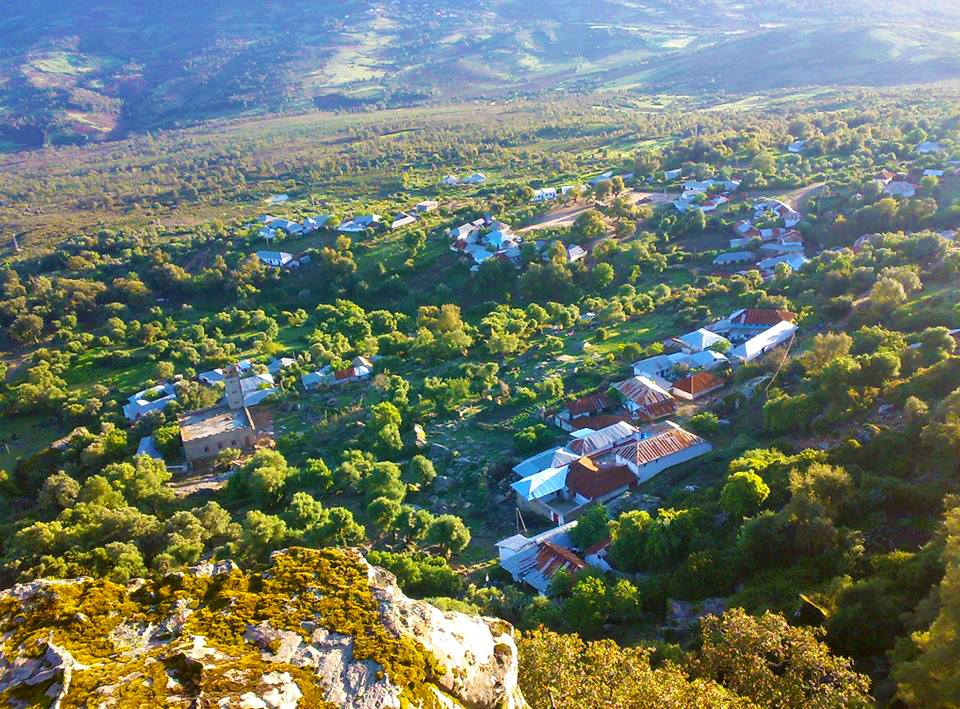
Darrati

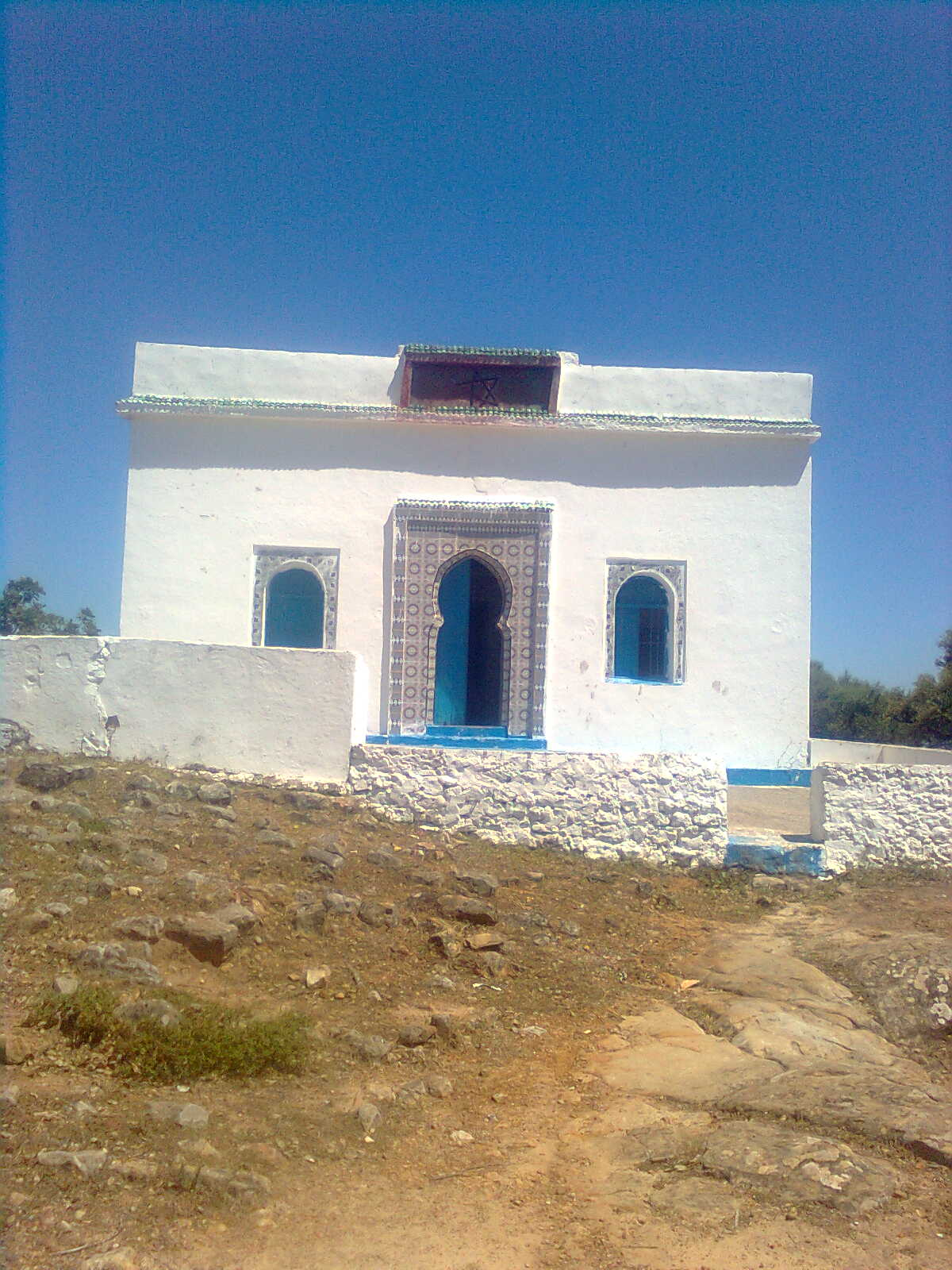
ضريح سيدي مزوار

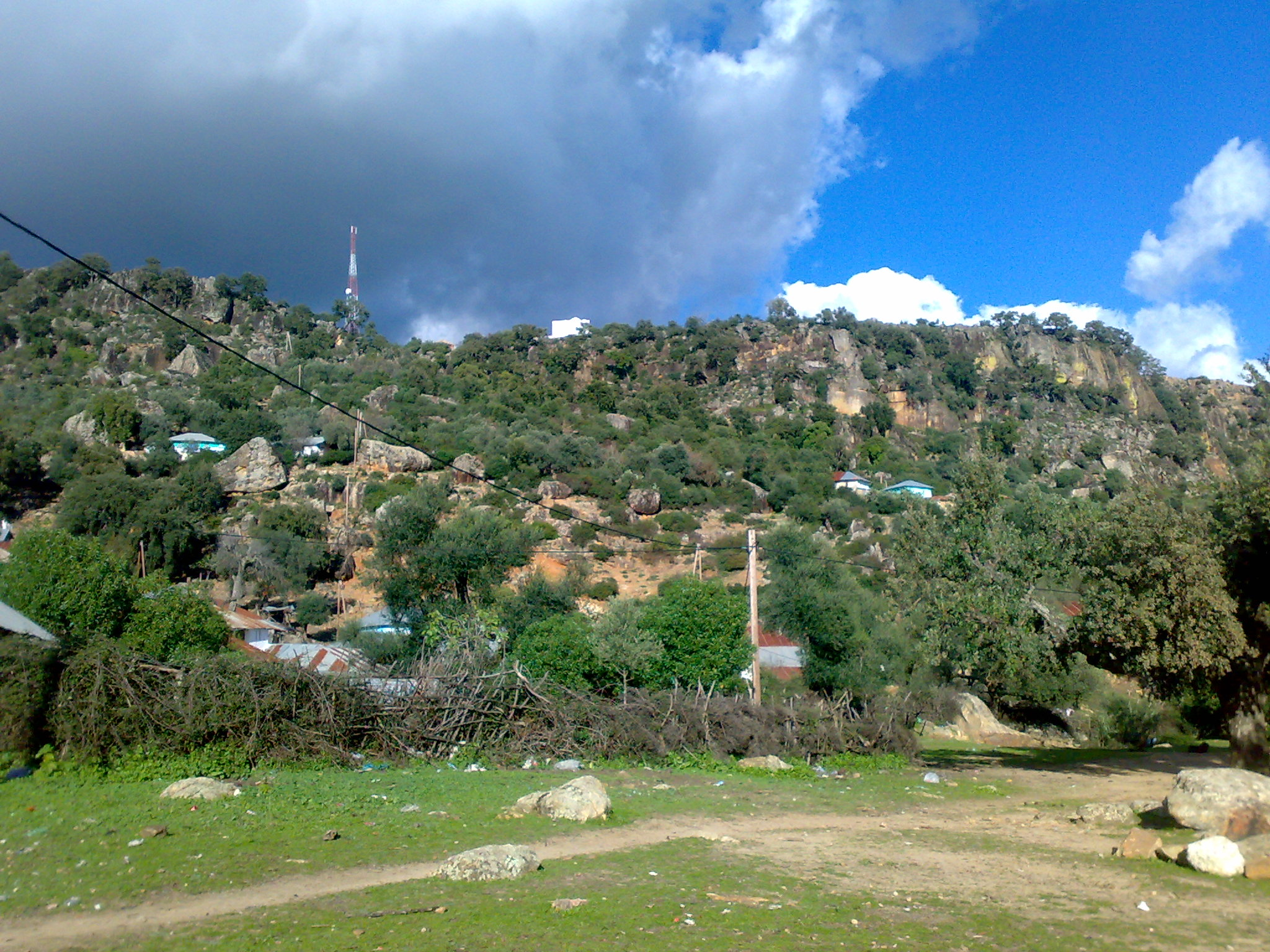
دار الراطي

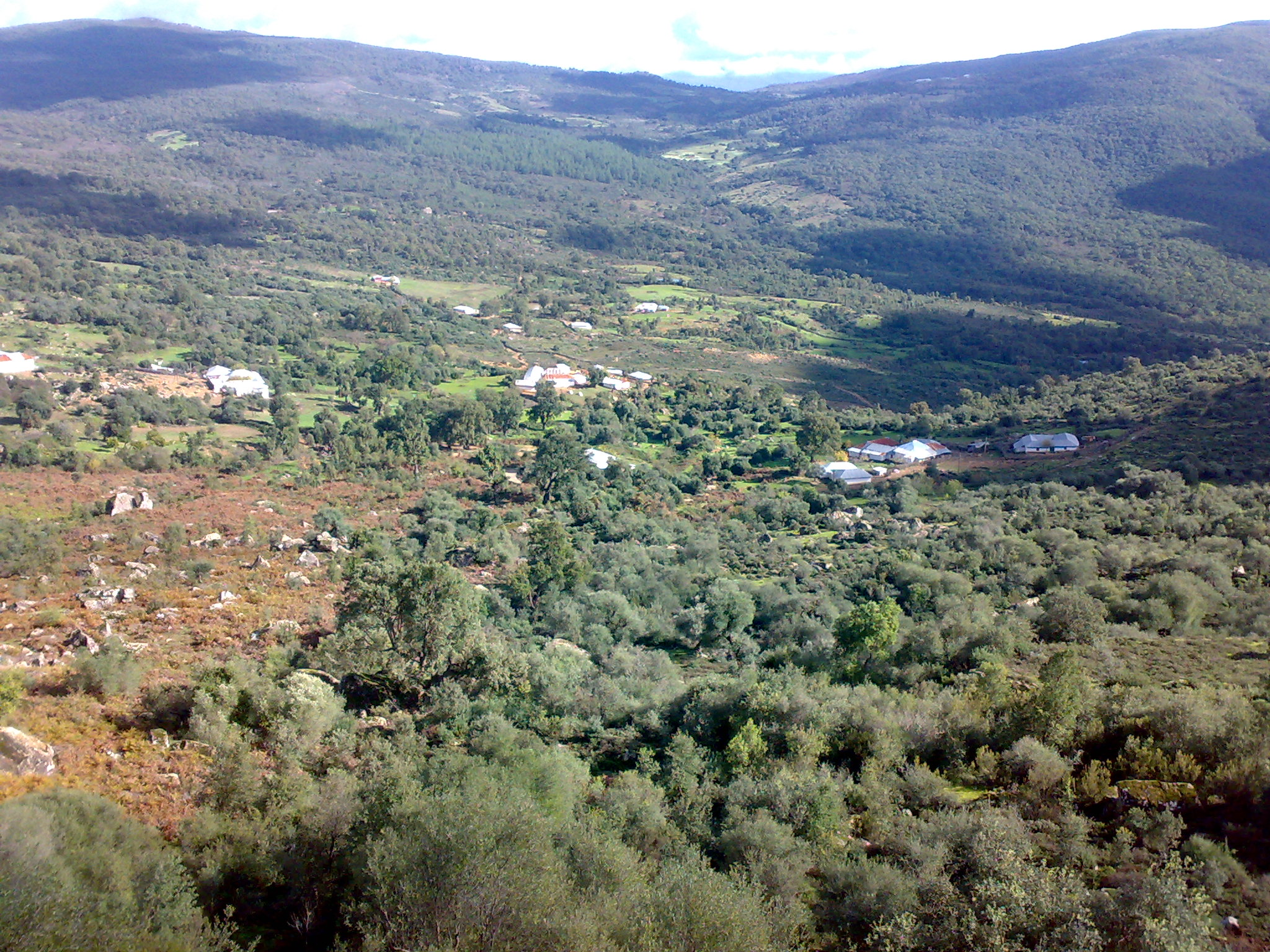
الحجر دار الراطي

## ضريح أحمد مزوار بقلعة حجر النسر
في ذلك الحصن المنيع المرتفع جدا الذي بناه محمد بن إبراهيم بن محمد بن القاسم بن إدريس الثاني ، يوجد مدفن أحمد مزوار، وحده بإزاء القلعة يطل من أحد جانبيه على قبيلتي آل سريف وبني يوسف ، وهو بالجانب الغربي من قبيلة سماتة ويبعد عن تطوان بنحو 100 كلومتر، ولن تزال به معالم أثرية من البنيان والنحت الحجري ما يشهد بواقع الأمر وما كان عليه الناس من العظمة والسلطان حتى في رؤوس الجبال، ويوجد تحته قرية صغيرة تسمى دار الراطي، وفوق القرية المذكورة يوجد مشهد عظيم يعلوه خمس قباب الوسطى منها لضريح جد الأشراف العلميين مزوار بن علي حيدرة رابع الخلفاء الأدارسة بالمغرب). وحوله أضرحة أخرى لأحفاده وأهل بيته.

## وصلات داخلية
- جبل العلم